# بارون هوسمان

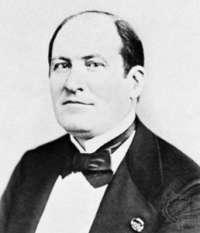
بارون اوسمان در سال ۱۸۶۵

ژرژ اوژن اوسمان (به فرانسوی: Georges Eugene Haussmann) (زاده ۲۷ مارس ۱۸۰۹ - مرگ ۱۱ ژانویه ۱۸۹۱): طراح شهری مشهور فرانسوی است که به خاطر طرح نوسازی پاریس مشهور است. وی خود را بارون هوسمان می‌نامید. او از خانواده‌ای پروتستان اهل آلزاس در پاریس متولد شد. هوسمان در سال ۱۸۵۳ با حکم ناپلئون سوم بخشدار رود سن شد و ماموریت یافت تا شهر را سالم تر، شلوغ تر و بزرگتر کند.